# Supertaça Cândido de Oliveira 2006
La Supertaça Cândido de Oliveira 2006 è stata la 29ª edizione di tale competizione, la 6ª a finale unica. È stata disputata il 19 agosto 2006 all'Estádio Dr. Magalhães Pessoa di Leira. La sfida ha visto contrapposte il Porto, vincitore della Primeira Liga 2005-2006 oltre che della Taça de Portugal 2005-2006 e il Vitoria Setubal, in qualità di finalista perdente della coppa nazionale.
Il trofeo, per la 15ª volta nella storia, è stato conquistato dal Porto.

## Le squadre
| Squadre         | Qualificazione                                                             | Partecipazioni precedenti (il grassetto indica la vittoria)                                                                       |
| --------------- | -------------------------------------------------------------------------- | --- |
| Porto           | Vincitore della Primeira Liga 2005-2006 e della Taça de Portugal 2005-2006 | 21 (1979, 1981, 1983, 1984, 1985, 1986, 1988, 1990, 1991, 1992, 1993, 1994, 1995, 1996, 1997, 1998, 1999, 2000, 2001, 2002, 2004) |
| Vitória Setúbal | Finalista della Taça de Portugal 2005-2006                                 | 1 (2005) |

## Tabellino
| Arbitro: | Proença (Lisbona) |

|                                        |           |  |
| Adriano 53’ Anderson 74’ Vieirinha 89’ | Marcatori |  |

| Porto | Vitória Setúbal |

### Formazioni
| Porto       |    |                   |     |     |
|             |    |                   |     |     |
| P           | 1  | Hélton            |     |     |
| D           | 12 | José Bosingwa     |     |     |
| D           | 3  | Pepe              |     |     |
| D           | 5  | Marek Čech        |     |     |
| C           | 18 | Paulo Assunção () | 71’ |     |
| C           | 16 | Raul Meireles     |     |     |
| C           | 6  | Ibson             |     |     |
| C           | 21 | Alan              |     |     |
| C           | 10 | Anderson          |     | 87’ |
| C           | 7  | Ricardo Quaresma  | 69’ | 70’ |
| A           | 28 | Adriano           |     | 80’ |
| Sostituti:  |    |                   |     |     |
| P           | 99 | Vítor Baía        |     |     |
| D           | 2  | Ricardo Costa     |     |     |
| D           | 14 | Bruno Alves       |     |     |
| C           | 11 | Tarik Sektioui    |     |     |
| C           | 20 | Jorginho          |     | 89’ |
| A           | 9  | Lisandro López    |     | 80’ |
| A           | 17 | Vieirinha         |     | 70’ |
| Allenatore: |    |                   |     |     |
| Rui Barros  |    |                   |     |     |

| Vitória Setúbal |    |                  |     |     |
|                 |    |                  |     |     |
| P               | 12 | Marco Tábuas     |     |     |
| D               | 14 | Janício          |     |     |
| D               | 3  | Hugo             | 79’ |     |
| D               | 15 | Auri             |     |     |
| D               | 82 | Nandinho         |     |     |
| C               | 5  | Binho            |     |     |
| C               | 13 | Adalto           | 42’ | 61’ |
| C               | 6  | Sandro ()        |     |     |
| A               | 9  | Ademar           |     | 66’ |
| A               | 17 | Silvestre Varela |     |     |
| A               | 10 | Luís Lourenço    |     | 74’ |
| Sostituti:      |    |                  |     |     |
| P               | 26 | João Paulo       |     |     |
| D               | 23 | Veríssimo        |     |     |
| C               | 7  | Marcelo Labarthe |     | 74’ |
| C               | 25 | Madior N'Diaye   |     |     |
| C               | 55 | Julien Fernandes |     |     |
| A               | 16 | Mário Carlos     |     | 66’ |
| A               | 47 | Diogo Fonseca    |     | 61’ |
| Allenatore:     |    |                  |     |     |
| Hélio Sousa     |    |                  |     |     |